# 中山源夫
中山 源夫（なかやま もとお、1899年（明治32年）5月26日 - 1979年（昭和54年）12月13日）は、日本の陸軍軍人。最終階級は陸軍少将。

## 経歴
鹿児島県出身。東京で陸軍大尉・中山左源二の長男として生まれる。鹿児島第一中学校（現鹿児島県立鶴丸高等学校）、名古屋陸軍地方幼年学校、中央幼年学校を経て、1920年（大正9年）5月、陸軍士官学校（32期）を卒業。同年12月、歩兵少尉に任官し歩兵第7連隊付となる。1929年（昭和4年）11月、陸軍大学校（41期）を卒業し歩兵第7連隊中隊長に就任した。
1931年（昭和6年）5月、東京警備参謀に就任し、参謀本部員を務め、1935年（昭和10年）8月、歩兵少佐に進級した。1936年（昭和11年）3月、陸軍省人事局課員に就任し、参謀本部員（戦史課）、軍務局課員（軍事課）を務め、1938年（昭和13年）3月、歩兵中佐に昇進。1939年（昭和14年）3月、関東軍参謀に転じ、1940年（昭和15年）8月、歩兵大佐に進み参謀本部編制動員課長に就任した。
1941年（昭和16年）9月、台湾軍参謀に転じ、同年11月、第14軍参謀として太平洋戦争に出征し、フィリピンの戦いに参戦した。1942年（昭和17年）6月、軍務局付となり帰国。同年8月、総力戦研究所員に就任。1944年（昭和19年）8月、陸軍少将に進み陸軍兵器本廠付となる。同年10月、第12軍参謀長に発令され日中戦争に出征し、終戦を迎えた。1946年（昭和21年）7月に復員した。
1947年（昭和22年）11月28日、公職追放仮指定を受けた。

## 親族
- 弟 大島瑞穂（陸軍少佐）[1]